# Marcus Stock
Marcus Stock (Londra, 27 agosto 1961) è un vescovo cattolico britannico, dal 15 settembre 2014 vescovo di Leeds.

## Biografia
Marcus Nigel Ralph Stock è nato a Londra il 27 agosto 1961.
Ha frequentato l'Università di Oxford studiando teologia presso il Keble College, laureandosi nel 1983. Successivamente è stato inviato a Roma per studiare presso il Venerabile Collegio Inglese e la Pontificia Università Gregoriana, dove ha conseguito la licenza nel 1988.
È stato ordinato presbitero 13 agosto 1988 dall'arcivescovo Maurice Noël Léon Couve de Murville, incardinandosi nell'arcidiocesi di Birmingham.
Dal 1988 al 2009 ha prestato servizio in numerose parrocchie dell'arcidiocesi di Birmingham ed è stato parroco della St Birinus Church a Dorchester on Thames, della St Peter's Church a Bloxwich e della Sacred Heart and Saint Teresa Church a Coleshill. Dal 1988 al 1994 è stato tutor di teologia per il programma di formazione permanente del diaconato dell'arcidiocesi di Birmingham. Tra il 1991 e il 1994 è stato insegnante di educazione religiosa presso la European School di Culham. Dal 1999 al 2009 è stato direttore delle scuole cattoliche dell'arcidiocesi di Birmingham. Nel 2009 è stato nominato segretario generale della Conferenza episcopale cattolica di Inghilterra e Galles, carica mantenuta fino al 2014. Nel 2012 è stato nominato prelato d'onore di Sua Santità.
Il 15 settembre 2014 papa Francesco lo ha nominato vescovo di Leeds. Ha ricevuto l'ordinazione episcopale il 13 novembre seguente per imposizione delle mani del cardinale Vincent Nichols.
In una lettera pastorale del novembre 2024 ha espresso la sua opinione riguardo alla nuova legge sul suicidio assistito nel Regno Unito, ribadendo gli insegnamenti della Chiesa sulla sacralità della vita e riaffermando il valore della compassione per chi soffre.

## Genealogia episcopale
La genealogia episcopale è:
- Cardinale Scipione Rebiba
- Cardinale Giulio Antonio Santori
- Cardinale Girolamo Bernerio, O.P.
- Arcivescovo Galeazzo Sanvitale
- Cardinale Ludovico Ludovisi
- Cardinale Luigi Caetani
- Cardinale Ulderico Carpegna
- Cardinale Paluzzo Paluzzi Altieri degli Albertoni
- Papa Benedetto XIII
- Papa Benedetto XIV
- Papa Clemente XIII
- Cardinale Marcantonio Colonna
- Cardinale Giacinto Sigismondo Gerdil, B.
- Cardinale Giulio Maria della Somaglia
- Cardinale Carlo Odescalchi, S.I.
- Cardinale Costantino Patrizi Naro
- Cardinale Serafino Vannutelli
- Cardinale Domenico Serafini, Cong. Subl. O.S.B.
- Cardinale Pietro Fumasoni Biondi
- Arcivescovo Filippo Bernardini
- Vescovo Franziskus von Streng
- Arcivescovo Bruno Bernard Heim
- Cardinale Basil Hume, O.S.B.
- Cardinale Vincent Nichols
- Vescovo Marcus Stock